# Paulo Lopes (Santa Catarina)
Pour les articles homonymes, voir Paulo Lopes.
Paulo Lopes est une ville brésilienne du littoral d'environ 6 700 habitants située dans l'État de Santa Catarina.

## Généralités
La municipalité de Paulo Lopes fut créé le 21 décembre 1961, par démembrement de la ville de Palhoça.

## Géographie
Paulo Lopes se situe à une latitude 27° 57' 43" sud et à une longitude de 48° 41' 02" ouest, à une altitude de 2 mètres.
Sa population était de 6 692 habitants au recensement de 2010. La municipalité s'étend sur 450 km2.
Elle fait partie de la microrégion de Florianópolis, dans la mésorégion du Grand Florianópolis.

## Villes voisines
Paulo Lopes est voisine des municipalités (municípios) suivantes :
- Palhoça
- Santo Amaro da Imperatriz
- Garopaba
- Imbituba
- Imaruí
- São Martinho
- São Bonifácio